# Danny Granger

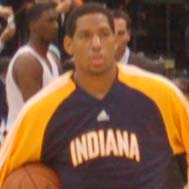
Danny Granger

Danny Granger Jr. (New Orleans, 20 de abril de 1983) é um ex-jogador de basquete norte-americano. Atuou como ala por 10 anos na National Basketball Association (NBA). Em 2009, foi escolhido para o All-Star Game e foi eleito Jogador que mais se aprimorou